# Žebrovice

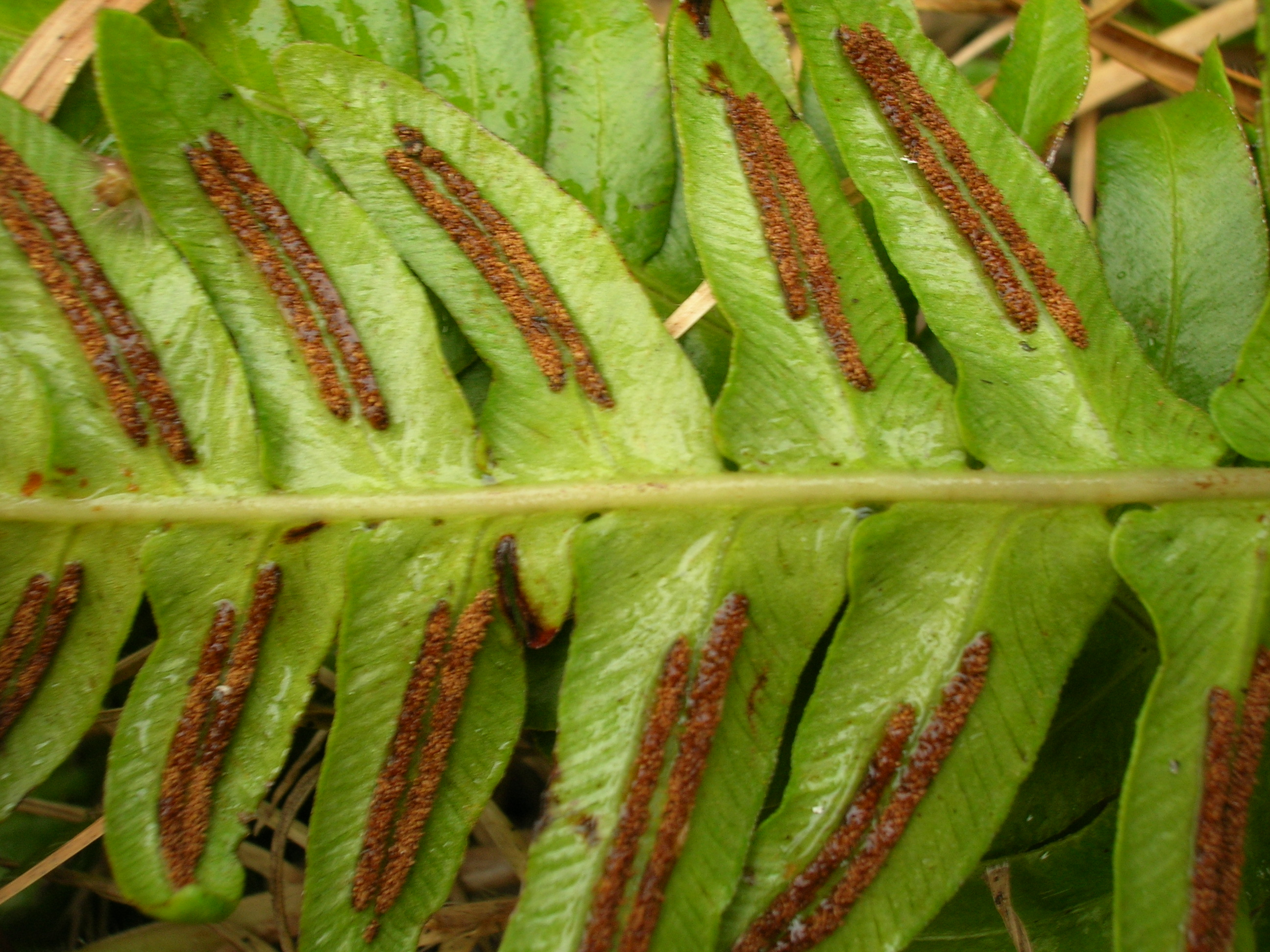
List s výtrusnicemi

Žebrovice (Blechnum) je rod vytrvalých kapradin z čeledi žebrovicovitých. Rod je tvořen asi 200 druhy, z nichž podstatná část roste v subtropech a tropech jižní polokoule.

## Rozšíření
V Evropě, tudíž i v České republice, roste jediný druh, žebrovice různolistá. Rozšířeny jsou nejvíce v Africe, Střední a Jižní Americe, jižní Asii, Austrálii, na Novém Zélandu i v Tichomoří. Žebrovice obvykle rostou na kyselých půdách, často v horských lesích nebo na rašeliništích a mokřadech do nadmořské výšky 4500 m.

## Popis
Žebrovice je rod leptosporangiátních kapradin tvořený hlavně pozemními rostlinami a jen řídce rostlinami epifytickými. Mají krátký až dlouze plazivý, hustě šupinatý oddenek s černými, pevnými kořeny. Ze vztyčeného nebo vystoupavého oddenku, u starších jedinců vícehlavého, vyrůstají listy dlouhé 30 až 100 cm i více. Některé druhy mají vztyčený, tlustý a přímý kmínek s  růžici listů na vrcholu.
Listy s řapíky jsou zpeřené nejčastěji jednoduše a řidčeji dvojnásobně, jen ojediněle mají čepele celistvé. Mladé listy bývají načervenalé až červené. Delší a nepřezimující listy jsou plodné (sporofyly), kratší a přezimující jsou sterilní (trofofyly); tvarově jsou si u některých druhů podobné a u jiných rozdílné.
Plodné listy mají na spodní straně výtrusnice (sporangia), které vytvářejí úzké, podélné výtrusné kupky (coenosory), jsou okolo sběrné žilky paralelní s hlavní žilkou lístku. Výtrusnice, někdy se slévají v jednu, jsou u okraje listu kryty boční ostěrou. Oboustranně souměrné, eliptické, světle hnědé nebo béžové spory (výtrusy) jsou monoletní, tj. obsahují jedinou ztenčeninu ve svém obalu (sporodermu) nutnou k jeho protržení při klíčení. Gametofyt je zelený, nadzemní a má srdčitý tvar.

## Význam
V Evropě se zimovzdorná žebrovice různolistá vysazuje jako trvalka do stinných partií větších zahrad, nověji se začíná pěstovat i stálezelená Blechnum nipponicum pocházející z Japonska, obě jsou náročné na kyselou půdu. Ve sklenících se často vysazují Blechnum gibbum z Nové Kaledonie, Blechnum penna-marina z Jižní Ameriky a Blechnum occidentale z Karibiku. Tropické a subtropické druhy jsou náročné na teplo a mohou být ve středoevropských podmínkách pěstovány jen v trvale vlhkých a vyhřívaných sklenících.

## Galerie

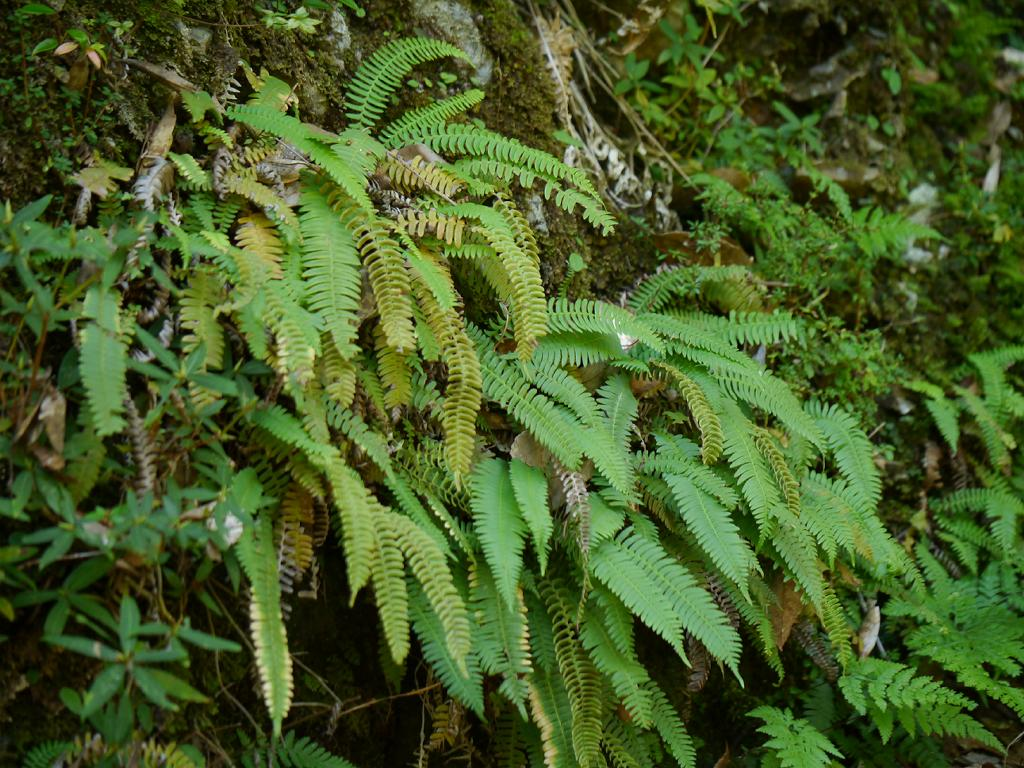
Blechnum amabile
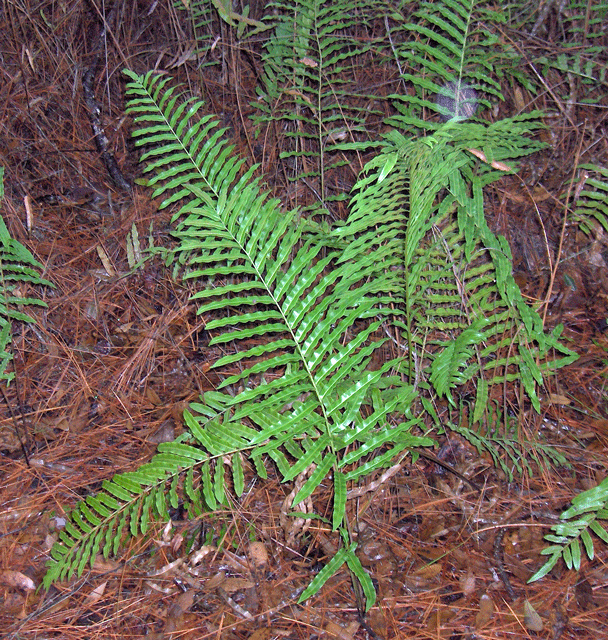
Blechnum serrulatum
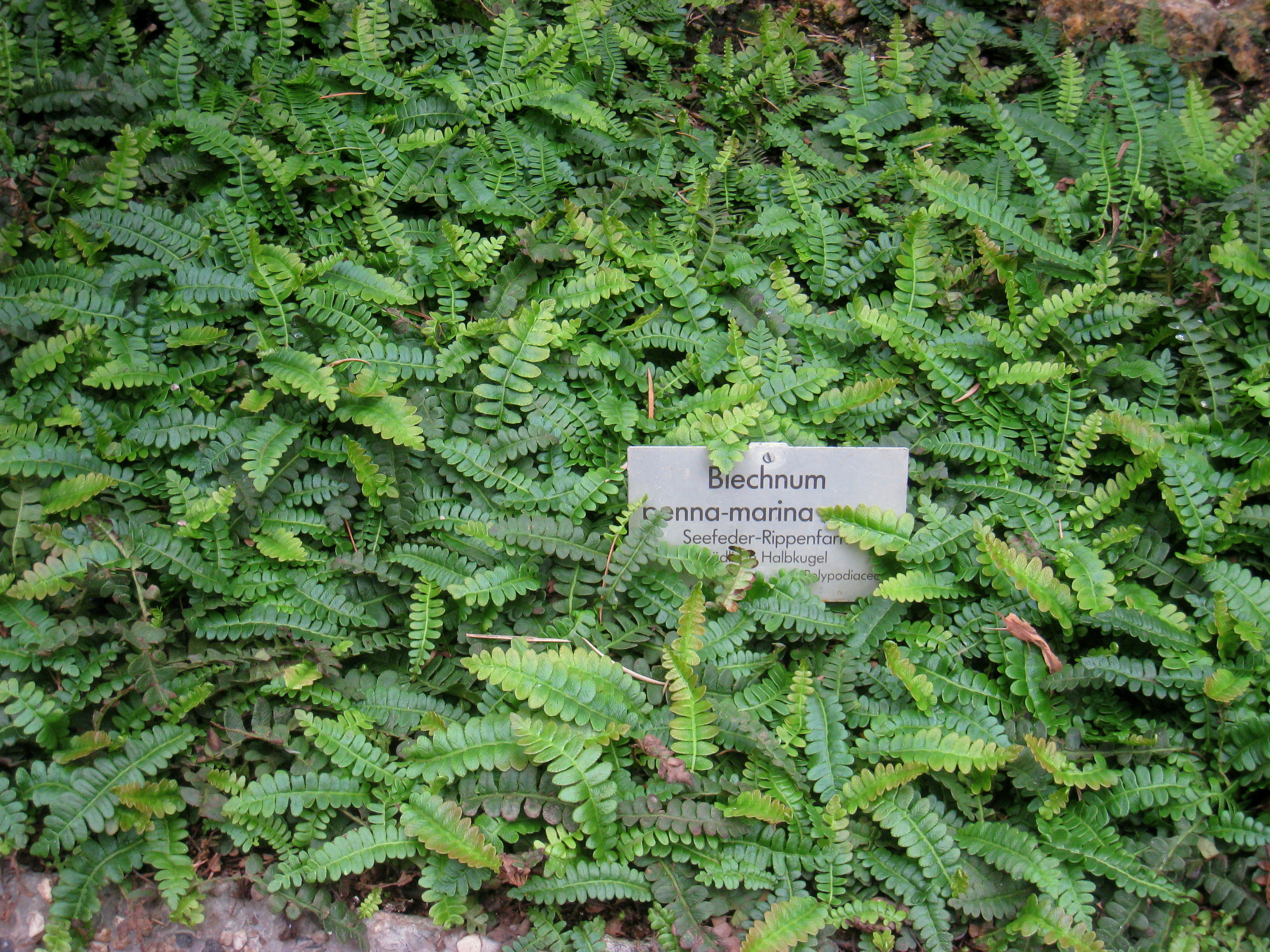
Blechnum penna-marina
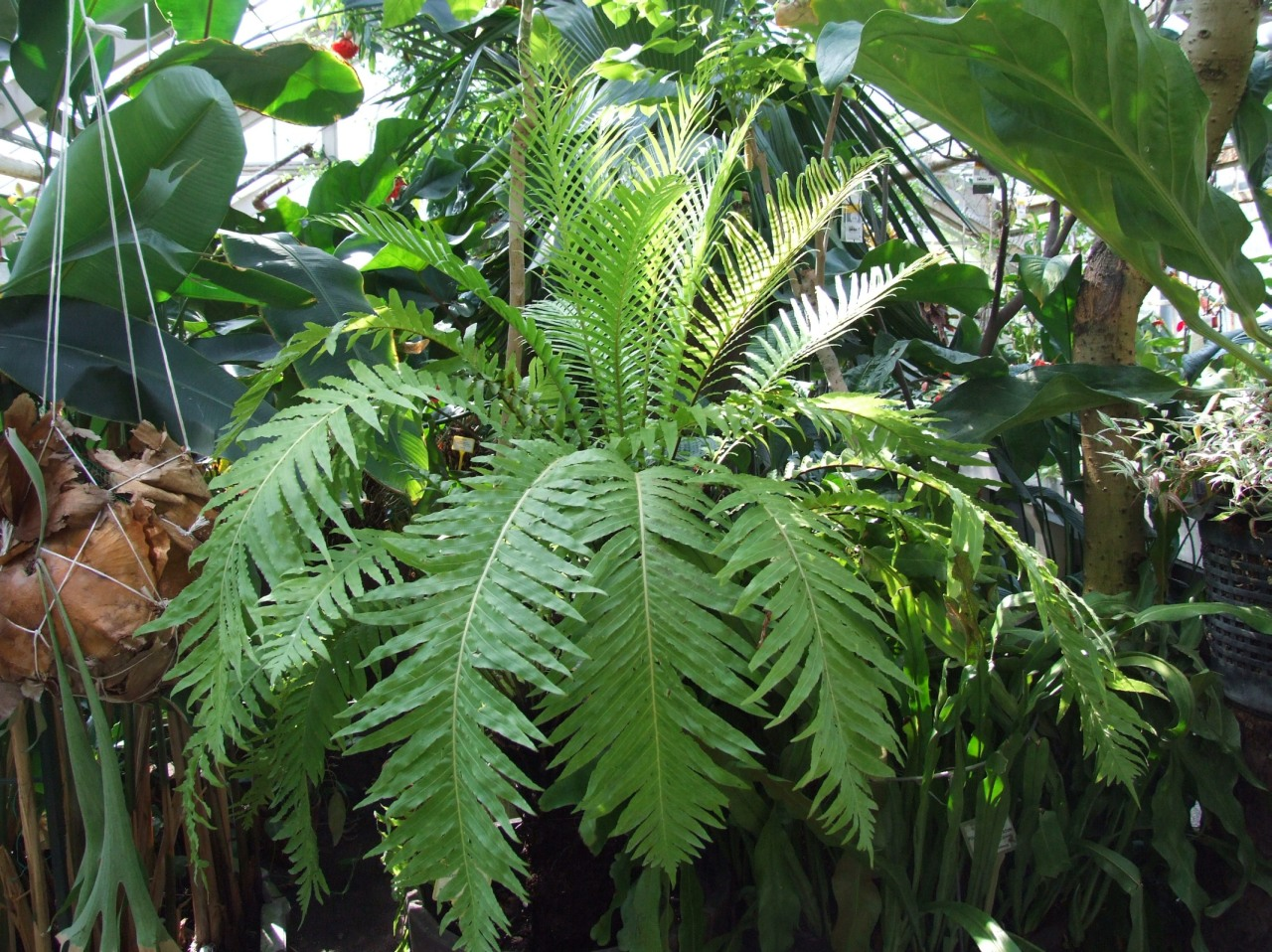
Blechnum gibbum
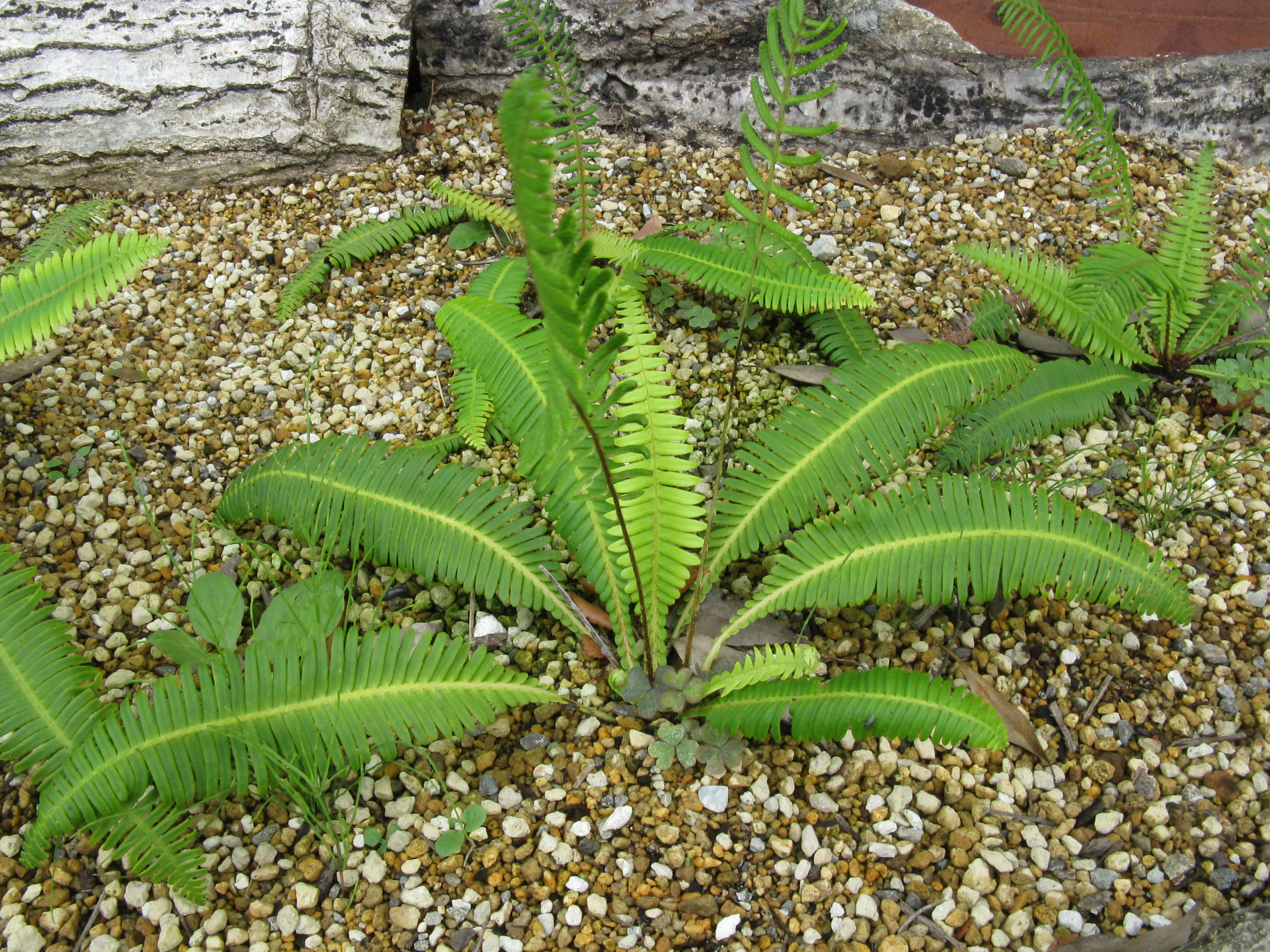
Blechnum nipponicum
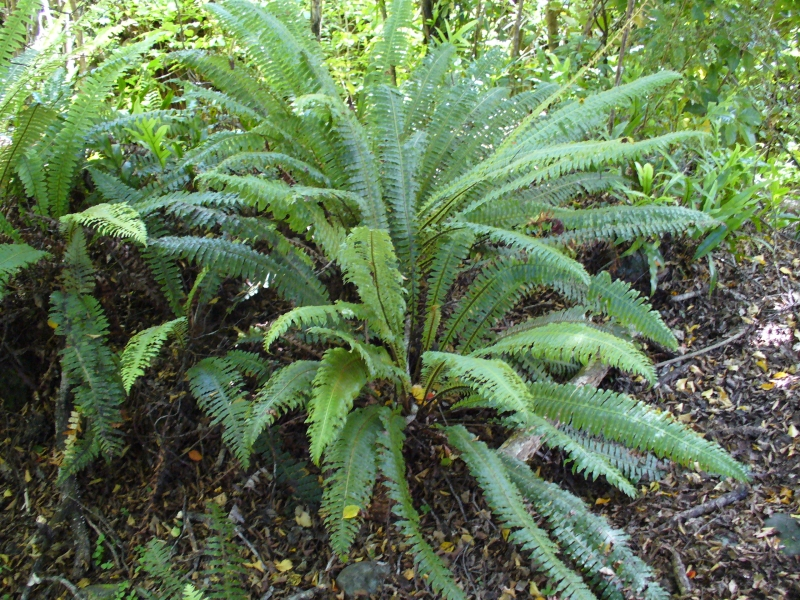
Blechnum discolor